# Love over Gold
Love over Gold este al patrulea album al trupei britanice de rock Dire Straits .

## Tracklist
1. "Telegraph Road" (14:15)
2. "Private Investigations" (6:45)
3. "Industrial Disease" (5:49)
4. "Love over Gold" (6:16)
5. "It Never Rains" (7:54)

- Toate cântecele au fost scrise de Mark Knopfler

## Single-uri
- "Private Investigations" (1982)
- "Badges, Posters, Stickers, T-Shirts" (1982)
- "Industrial Disease" (1982)

## Componență
- Mark Knopfler - chitară , voce
- Alan Clark - orgă , pian , sintetizator
- John Illsley - chitară bas
- Hal Lindes - chitară ritmică
- Pick Withers - baterie